# Roland Schwarzl
Roland Schwarzl (Austria, 10 de diciembre de 1980) es un atleta austriaco especializado en la prueba de heptatlón, en la que consiguió ser medallista de bronce europeo en pista cubierta en 2005.

## Carrera deportiva
En el Campeonato Europeo de Atletismo en Pista Cubierta de 2005 ganó la medalla de bronce en el heptatlón, con un total de 6064 puntos, tras el checo Roman Šebrle (oro con 6232 puntos) y el ruso Aleksandr Pogorelov (plata con 6111 puntos).